# Jüdische Gemeinde Grünsfeld
Die Jüdische Gemeinde in Grünsfeld bestand vom 13. Jahrhundert bis zur Zeit des Nationalsozialismus.

## Geschichte

### Historische Entwicklung der jüdischen Gemeinde
Eine jüdische Gemeinde in Grünsfeld entstand bereits im Mittelalter und existierte mit Unterbrechungen bis zur Zeit des Nationalsozialismus. 1218 wurden jüdische Einwohner in Grünsfeld erstmals erwähnt. Während des Rintfleisch-Pogroms im Jahre 1298 wurde die jüdische Gemeinde ausgelöscht. Ab 1377 wurden wieder Juden am Ort genannt. Die jüdische Gemeinde Grünsfeld besaß die Synagoge Grünsfeld, eine jüdische Schule und ein Mikwe. Die Toten der jüdischen Gemeinde wurden auf dem jüdischen Friedhof in Allersheim bestattet. Ein eigener Religionslehrer war angestellt, der zugleich als Vorbeter und Schochet tätig war. 1572 gab es Kontakte der Gemeinde mit dem deutschen Antitrinitarier Jacob Suter. 1827 wurde die jüdische Gemeinde Grünsfeld dem Bezirksrabbinat Wertheim zugeteilt. 1933, zu Beginn der nationalsozialistischen Herrschaft, gab es noch 29 jüdische Einwohner. Nach zunehmenden Entrechtung und verstärkten Repressalien sowie der Auswirkungen des angeordneten wirtschaftlichen Boykott jüdischer Geschäfte wanderte ein Teil von ihnen aus oder zog in andere Städte Deutschlands, bevor die jüdische Gemeinde Grünsfeld am 7. März 1938 aufgelöst wurde. Die verbliebenen Juden wurden fortan der jüdischen Gemeinde Tauberbischofsheim zugeteilt.

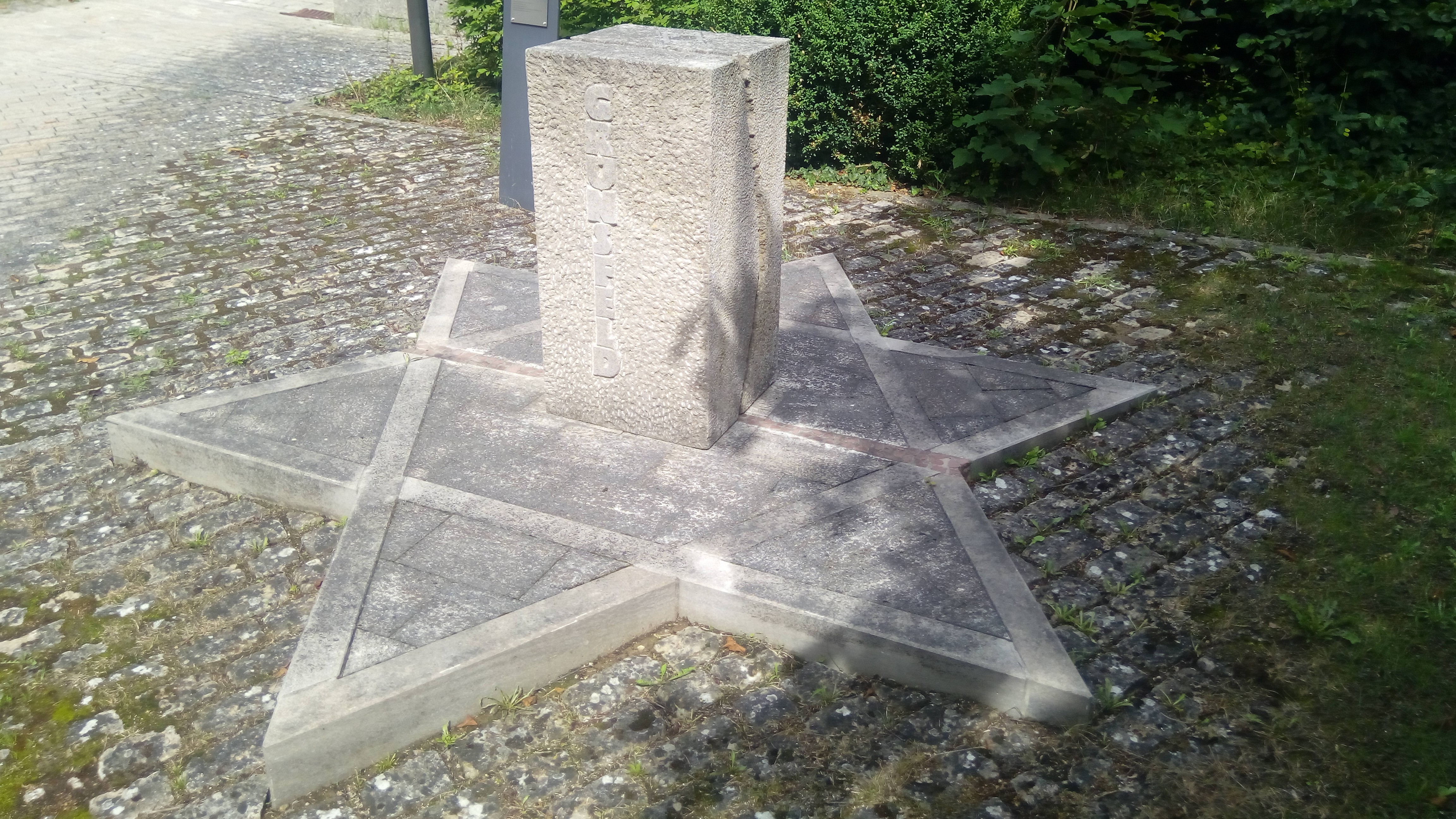
Judendeportationsmahnmal in Grünsfeld

1940 wurden die letzten jüdischen Einwohner aus Grünsfeld ins KZ Gurs deportiert, von denen nur eine Person den Nationalsozialismus überlebte. Davor in Grünsfeld lebende Juden wurden unter anderem auch ins KZ Theresienstadt deportiert.

### Opfer des Holocaust
Von den jüdischen Personen, die in Grünsfeld geboren wurden oder längere Zeit im Ort wohnten, kamen in der Zeit des Nationalsozialismus die folgenden Personen beim Holocaust nachweislich ums Leben: Amalie Bender geb. Rosenbaum (1892), Rosa (Rosalie) Bravmann geb. Rosenbaum (1881), Lina Forchheimer geb. Sichel (1882), Selma Maier geb. Sichel (1901), Karolina Merzbacher (1866), Babette Rosenbaum geb. Merzbacher (1861), Hermann Rosenbaum (1877), Regina Rosenbaum geb. Adler (1881), Hilda Rosenbusch (1895), Jeanette Rosenbusch geb. Bayer (1865), Nathan Rosenbusch (1892), Leopold Rothschild (1861), Rosa Rothschild geb. Bierig (1877), Selma Schiller geb. Rosenbusch (1893), Rosa Schwab geb. Rosenheimer (1878), Berta Sichel geb. Rosenbaum (1872), Max Sichel (1896) und Otto Sichel (1896).